# Jelena Kotielnikowa
Jelena Michajłowna Kotielnikowa (ros. Елена Михайловна Котельникова, ur. 29 września 1969) – radziecka, a potem rosyjska judoczka i sambistka. Dwukrotna olimpijka. Zajęła szesnaste miejsce w Barcelonie 1992 i czternaste w Atlancie 1996. Walczyła w wadze średniej.
Uczestniczka mistrzostw świata w 1993. Startowała w Pucharze Świata w latach 1991, 1992, 1995-2000. Brązowa medalistka mistrzostwach Europy w 1992, a także dwukrotna w drużynie. Mistrzyni Rosji w 1992, 1993, 1994, 1996 i 1997; trzecia w 1999. Trzecia na mistrzostwach ZSRR w 1988 i WNP w 1992 roku.
Mistrzyni świata w sambo w 1998 i 2000. Mistrzyni Europy w 1999 roku.

## Letnie Igrzyska Olimpijskie 1992
| Konkurencja | Eliminacje           | Klas. końcowa |
| Konkurencja | Przeciwnik I         | Miejsce       |
| ----------- | -------------------- | ------------- |
| 66 kg       | Anita Király (HUN) P | 16.           |

## Letnie Igrzyska Olimpijskie 1996
| Konkurencja | Eliminacje             | Klas. końcowa |
| Konkurencja | Przeciwnik I           | Miejsce       |
| ----------- | ---------------------- | ------------- |
| 66 kg       | Mariela Spacek (AUT) P | 14.           |